# Il campione (film 1936)
Il campione (Toby Tortoise Returns) è un film del 1936 diretto da Wilfred Jackson. È un cortometraggio d'animazione della serie Sinfonie allegre, distribuito negli Stati Uniti dalla United Artists il 22 agosto 1936. È il sequel de La lepre e la tartaruga (1935), e vi appaiono numerosi personaggi provenienti da altri cortometraggi Disney. A partire dagli anni novanta è stato distribuito anche coi titoli Il ritorno di Toby Tartaruga e Toby la tartaruga è tornata.

## Trama

I due protagonisti si preparano per sfidarsi

Questa volta Max Leprotto e Tobia Tartaruga si devono sfidare in un incontro di pugilato e, anche stavolta, Max crede di essere il più furbo e il più veloce, prendendosi gioco dell'avversario. Infatti, appena fuori all'entrata, è disposta un'ambulanza, chiamata apposta da Max che crede di mettere K.O. Tobia al primo round. La tartaruga sopporta tutte le offese e i colpi della lepre e, quando sembra che stia per cedere, Max gli infila nel guscio una moltitudine di petardi, razzi e fuochi artificiali, intenzionato a concludere in bellezza l'incontro. Contro le sue aspettative, Tobia, accesa la miccia, comincia a dimenarsi, scoppiettare e a menar le mani come un ossesso, scaricando una serie di colpi a Max che fugge disperato, ma Tobia lo insegue come un missile, lanciato dai fuochi, per tutta l'arena. Alla fine, dal guscio della tartaruga, parte un fuoco d'artificio, che lancia Max dritto nell'ambulanza che lui aveva disposto per l'avversario. Subito dopo l'arbitro dichiara Tobia vincitore, ma afferra un fuoco d'artificio, che gli fa prendere il volo.

## Distribuzione

### Edizione italiana
Il film fu distribuito in Italia nel 1937 in lingua originale. Fu doppiato in italiano dal Gruppo Trenta per l'inclusione nella VHS Silly Symphonies vol. 2 uscita nell'aprile 1987; nell'edizione italiana i protagonisti vengono chiamati Max Lepre e Toby Tartaruga, e fu rimossa la colonna sonora presente durante i dialoghi. Tale doppiaggio venne usato solo nelle trasmissioni televisive e nelle edizioni home video successive, perché il corto fu poi incluso su Disney+ in lingua originale il 24 marzo 2020.

### Edizioni home video

#### VHS
America del Nord
- Silly Symphonies! (19 maggio 1987)

Italia
- Silly Symphonies vol. 2 (aprile 1987)[2]
- Le fiabe volume 4: La lepre e la tartaruga e altre storie (settembre 2002)[4]

#### DVD
Il cortometraggio fu distribuito in DVD-Video nel primo disco della raccolta Silly Symphonies, facente parte della collana Walt Disney Treasures e uscita in America del Nord il 4 dicembre 2001 e in Italia il 22 aprile 2004. In America del Nord fu incluso anche nel DVD The Tortoise and the Hare, uscito il 19 maggio 2009 come quarto volume della collana Walt Disney Animation Collection. In Italia è invece incluso nel DVD La lepre e la tartaruga e altre storie, uscito il 4 dicembre 2003 come quarto volume della collana Le fiabe.